# Disocactus flagelliformis
Disocactus flagelliformis je druh drobných, štíhlých, převisle rostoucích a dobře kvetoucích cereusů. Roste epifyticky v Mexiku. Je známější pod starším názvem Aporocactus flagelliformis. Je to jeden z nejdéle pěstovaných kaktusů, je znám již od roku 1690 a byl pěstován jako pokojová rostlina. Spolu s Echinopsis chamaecereus, známějším pod starším názvem  Chamaecereus silvestrii, byl mezi nekaktusáři nejvíce pěstovaným cereusem. Byl křížen s dalšími epifytickými kaktusy, např. s  Heliocereus speciosus, rody  Selenicereus a  Epiphylum. Šlechtění nadále pokračuje.

## Výskyt
Rostou v řídkých opadavých lesích jižního a středního Mexika ve vyšších polohách okolo 2 000 m n. m. Převážně rostou epifyticky v bohatých společenstvech dalších epifytů. Stanoviště bývá stíněno ostatní vegetací. Humus usazený v kapsách a prohlubních borky má kyselou reakci. Méně často rostou převisle na skalních převisech.

## Popis
Velmi štíhlé, prutovité, převisle rostoucí cereusy. Vytváří trsy u báze rozvětvených šlahounů. Průměr stonku je 1 až 2 cm, délka okolo 0,5 m až 2 m. Na průřezu kruhovitý stonek nese 8 až 12 nevýrazných plochých žeber. Světle zelené stonky jsou poměrně hustě otrněné, trny jsou odstávající, pružné, žluté, rezavé až nahnědlé.
Květy jsou zygomorfní, podobné květům vánočních kaktusů. Jsou až 8 cm dlouhé. Trubka nese několik řídkých štětin. Jednotlivé druhy se odlišují barvou květů, která je v různých odstínech červené. Květy vydrží otevřené 2-4 dny. V přírodě jsou opylovány kolibříky. Plody jsou kulaté bobule až 1,5 cm velké, červené, pokryté štětinami. Semena jsou drobná, 0,6 mm velká, černá.

## Kultivary
V 19. století byla vyšlechtěna celá řada kříženců křížením s dalšími epifytickými kaktusy rodů Selenicereus, Heliocereus, Epiphyllum. Velmi populární byl kultivar Heliaporus smithii
s květy až 15 cm velkými. Vyšlechtil jej v roce 1830 anglický zahradník Mallison křížením mezi D. flagelliformis a Heliocereus speciosus. Další kultivary vyšlechtil Carl Rettig křížením s rody Selenicereus a Epiphyllum.
Jako Aporophylum se označují starší i současné moderní hybridy s rodem Epiphyllum. Moderní výpěstky jsou často multihybridy s přikřížením i dalších rodů. Šlahounovité stonky mají po epifylech několik křídlatých žeber a jsou téměř bezostné. Květy bývají souměrné i pravidelné. Jsou populární zejména v Británii a USA, kde jsou běžnou nabídkou zahradnických firem.

## Taxonomie

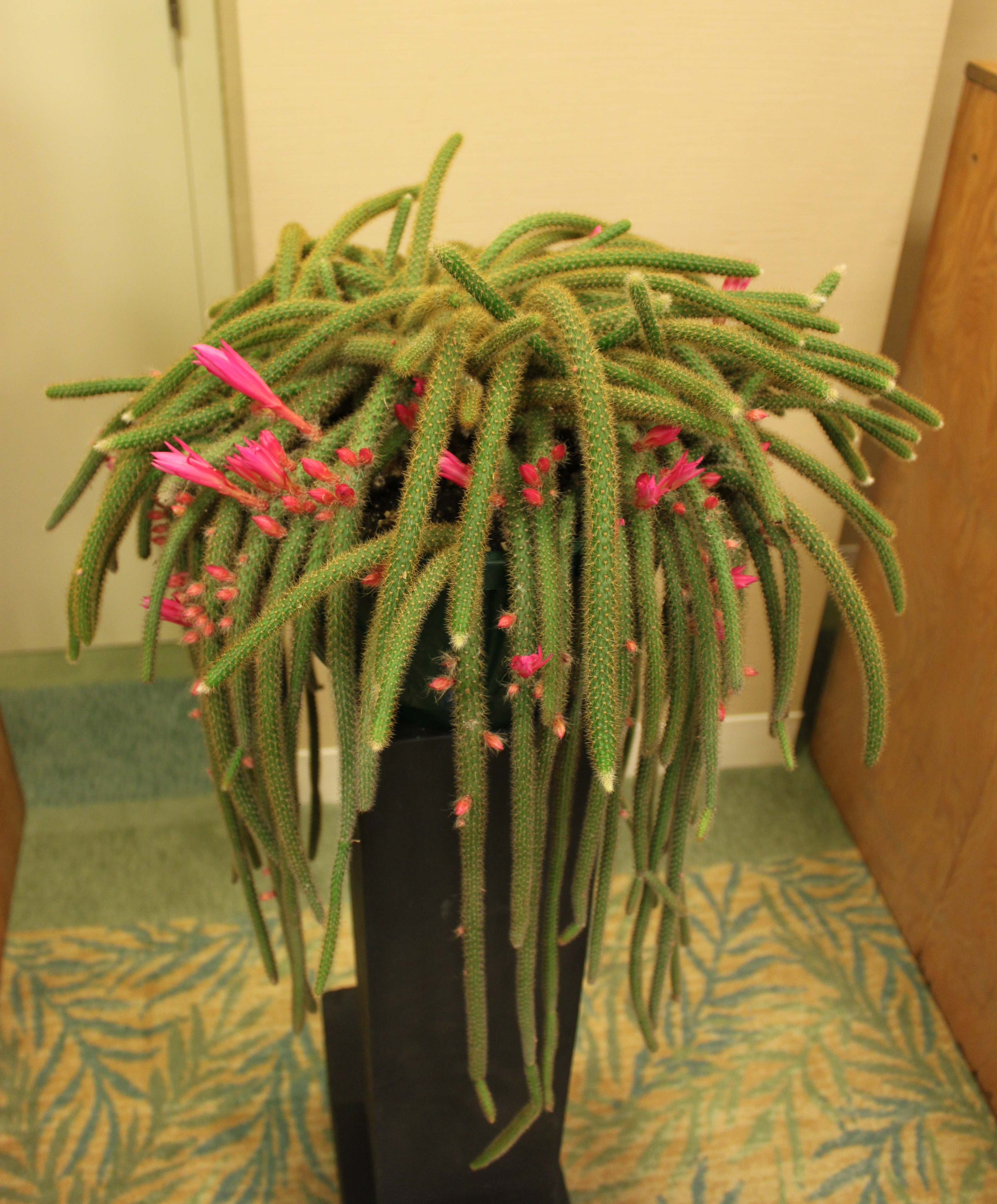
Disocactus flagelliformis

První popsal tento kaktus K. Linné do tehdy jediného používaného rodu pro kaktusy jako Cactus flagelliformis Linnaeus, Sp. Pl., p. 467, 1753. Po vytvoření rodu Cereus pro sloupovité kaktusy byl přejmenován jako Cereus flagelliformis (L.) Mill., Gard. Dict., ed. 8, n. 12, 1768 a po dalším členěním cereusů na drobné rody jako Aporocactus flagelliformis (Linnaues) Lemaire, I11. Hort., 7, 68, 1860. Takto byl znám v době rozkvětu kaktusářství v minulém století. Starší český název byl kaktus bičovitý, přezdívaný též myší nebo liščí ocásky.
Teprve nedávno byl rod Aporocactus, zahrnující rostliny s na průřezu kruhovitými stonky sloučeny s dalšími odlišnými rody do rodu Disocactus.
Dříve byly popsány tyto druhy se shodným šlahounovitým stonkem a rozdíly v barvě květu. V současnosti nejsou drobné rozdíly v barvě květu důvodem pro uznání samostatných druhů.
- A. conzattii má květy červené,
- A. flagelliformis karmínové,
- A. flagriformis šarlatově červené,
- A. leptophis fialové.
- A. martianus má květy šarlatově červené s nafialovělým okrajem květních lístků. Nyní je veden jako samostatný druh Disocactus martianus.

## Pěstování
Aporokaktusy a jejich hybridy se nejlépe pěstují jako převislé ampulové rostliny. Na rozdíl od běžných kulovitých kaktusů vyžadují nižší intenzitu oslunění. Dobře rostou ve stíněných sklenících, zimních zahradách nebo oknech. V létě je možné je zavěsit do korun stromů na zahradě. Zálivka v létě má být bohatá s přihnojením. Přezimování na světle, při 10 až 15 °C. Substrát se má občas navlhčit, aby kořeny zcela nezaschly, jinak se na jaře hůře probouzejí k vegetaci. Dříve byly někdy roubovány na opuncie, pereskie nebo vysoké cereusy pro dosažení stromkovitých tvarů.
Některé moderní hybridy snáší i plné slunce a suché přezimování.